# جوليا لازاريني
جوليا لازاريني (بالإيطالية: Giulia Lazzarini)‏ هي ممثلة إيطالية، ولدت في 24 مارس 1934 في إيطاليا.

## وصلات خارجية
- جوليا لازاريني على موقع IMDb (الإنجليزية)
- جوليا لازاريني على موقع قاعدة بيانات الأفلام العربية
- جوليا لازاريني على موقع ألو سيني (الفرنسية)
- جوليا لازاريني على موقع أول موفي (الإنجليزية)
- جوليا لازاريني على موقع قاعدة بيانات الفيلم (الإنجليزية)
- جوليا لازاريني على موقع كينوبويسك (الروسية)